# Анимас
Анимас (англ. Animas River) — река в США на юго-западе штата Колорадо и северо-западе штата Нью-Мексико. Правый приток реки Сан-Хуан, которая в свою очередь является притоком реки Колорадо. Длина составляет около 203 км.
Анимас берёт начало в районе горного хребта Сан-Хуан, как слияние верховий Уэст-Форк и Норт-Форк вблизи города-призрака Анимас-Форкс. Течёт на юг через город-призрак Эврика и город Сильвертон, где река входит в каньон. Далее протекает через городок Дуранго, пересекает границу с Нью-Мексико, протекает через город Ацтек и впадает в реку Сан-Хуан в городе Фармингтон.
Единственным крупным притоком является река Флорида. Анимас является популярным местом рыбалки.
В начале августа 2015 года произошла экологическая катастрофа, когда сотрудники Агентства по охране окружающей среды США случайно слили в реку более четырёх миллионов литров токсичных веществ во время работ по очистке золотодобывающей шахты.